# Rakesh Varman
Rakesh Chand Varman, né le 1er février 1968, est un arbitre fidjien de football, qui est international depuis 2000. 

## Carrière
Il a officié dans des compétitions majeures : 
- Coupe du monde de football des moins de 17 ans 2007 (3 matchs)
- Coupe d'Océanie de football 2008 (2 matchs)
- Ligue des champions de l'OFC 2007-2008 (finale aller)